# تأمين مرتهن
التأمين المُرْتَهَن هو بديل للتأمين الذاتي حيث تقوم مجموعة شركات بإنشاء شركة تأمين مرخصة لحماية مالكيها وممتلكاتهم من الخسارة. والغرض الرئيس هو تجنب الاستعانة بشركات التأمين التجاري التقليدية، التي لديها أسعار متقلبة وقد لا تلبي الاحتياجات المحددة للشركة. ومن خلال إنشاء شركة التأمين الخاصة بها، تستطيع الشركة الأم تقليل تكاليفها، وتأمين المخاطر الصعبة، والوصول المباشر إلى أسواق إعادة التأمين وزيادة التدفق النقدي.  عندما تقوم الشركة بإنشاء تأمين مرتهن، فإنها تكون قادرة على تقييم مخاطر الشركات التابعة تقديرًا غير مباشر، وكتابة السياسات وتحديد أقساط التأمين، وفي نهاية المطاف إما إعادة الأموال غير المستخدمة في شكل أرباح أو استثمارها لدفعات المطالبات المستقبلية. تقوم شركات التأمين المرتهنة أحيانًا بتأمين مخاطر عملاء المجموعة. وهذا شكل بديل لإدارة المخاطر الذي أصبح وسيلة أكثر عملية وشعبية والتي من خلالها يمكن للشركات حماية نفسها ماليًا مع التحكم في كيفية التأمين عليها تحكمًا أكبر.[بحاجة لمصدر]